# Les Clotes (Sant Martí de Canals)
Les Clotes és un paratge del terme municipal de Conca de Dalt, al Pallars Jussà, a l'antic terme de Claverol, en territori que havia estat del poble de Sant Martí de Canals.
És al sud-oest de Sant Martí de Canals, al nord-oest del Serrat de Narçà i a migdia de la partida de Miret, a llevant de la Carretera d'Aramunt i al sud-oest del Plantat de Pins. És al límit sud-oest del que fou terme municipal de Claverol.
Es tracta d'una zona de camps de conreu, alguns d'ells en desús.